# Kibernetika
Kibernetika je nova multidisciplinarna znanost ("New Science"), ki se ukvarja s funkcioniranjem živih in tehničnih sistemov ter sociotehničnih in družbenih sistemov. Da bi se delovanje sistemov usmerilo k želenemu cilju po določeni "poti", potrebujejo upravljanje (kontrolo) in komuniciranje, ki v popravljajočem procesu povratne zanke ("error-correcting") omogočajo doseganje ciljev.  
Začetki kibernetike najverjetneje segajo v leto 1943, ko so Rosenblueth, Wiener in Bigelow objavili "Behavior Purpose and Teleology". Večinoma gre za namensko in napovedno vedenje. Zgodovinar kibernetike Peter Asaro je zapisal, da je prve koncepte kibernetike sestavil psihiater W. Ross Ashby leta 1940 na podlagi Cannonove teorije homeostaze (okoli leta 1932). O samoregulativnem oziroma samoupravljajočem homeostatičnem vedenju lahko govorimo v okolju, polnem motenj, ki povzročajo spremembe v homeostazi živih sistemov in odzive organizmov na motnje okolja (povratne zanke oziroma "feedback"/"feedforward").  
Norbert Wiener je v svoji knjigi leta 1948 označil kibernetiko kot novo znanost o "Kontroli in komunikaciji v živalih in strojih" z grško besedo "kubernetes", ki pomeni "krmar" ali "ladijski pilot". Krmar ali pilot ali šofer itd. lahko izvajajo ciljno usmerjeno in "korektivno" vedenje (uravnavanje) proti nekemu cilju. Taki "krmilno-uravnalni" življenjski primeri so podobni drugim življenjskim primerom doseganja ciljev v vsakdanjem življenju, kot so npr. vožnja z avtomobilom v službo ali na izlete, pilotiranje letala, obisk trgovine ali tržnice s točno določenim namenom nabave dobrin, govorjenje, hoja, tek, šport ... Vse človekove dejavnosti so ciljno usmerjene in smiselne.
"Krmar, pilot" (kubernetes) proizvaja cilje in jih poskuša doseči s pomočjo "Kontrole in Komunikacije..." v organizmu v različnih okoliščinah (nevihta, valovanje, sonce itd.).
Takšna razlaga kibernetike poudarja, da so "krmiljenje" ali "pilotiranje" ali "vladanje" (Platon, Amper) najzgodnejši in zelo dobro razloženi življenjski primeri samo-upravljajočega delovanja živih sistemov oziroma namenskega vedenja. Organizmi ustvarjajo in dosegajo cilje (namene, želje, pričakovanja itd.) skozi krmilne (kontrolne) procese s povratnimi informacijami v negativnih ali pozitivnih povratnih zankah ("feedback") in "feedforward" (kontrola v prihodnosti). Različne poti skozi živčni sistem (senzor --> efektor) omogočajo krmarju (uravnavanju) kreativno reševanje problema, medtem ko z odločanjem živi sistem dosega cilje v različnih meteoroloških in socialnih pogojih.
Razvoj kibernetike se je začel med drugo svetovno vojno, potem ko so Wiener, Bigelow, Rosenblueth (1943) opredelili "Behavior, Purpose and Teleology", McCulloch in Pitts pa sta opredelila podobnost delovanja živih bitij in strojev tako v strukturi kot v funkciji živčne celice in je oboje mogoče opisati v smislu sistemov. V letih 1950-60 je eksplozija KIBERNETIKE močno vplivala na svet naravoslovnih in družboslovnih ved.
Najprej se je kibernetika v praksi začela uporabljati pri upravljanju velikih tehničnih sistemov in avtomatizaciji v industriji, prometu, energetiki, danes pa je praktično prodrla že na vsa področja življenja. 
Prvo praktično uporabo kibernetike je mogoče zaslediti pri gradnji velikih ranžirnih postaj na železnicah. Sledila je uporaba v vojaški industriji ZDA za vodenje topovskega ognja protiletalskih topov in izdelavi letalonosilk. Po drugi svetovni vojni se je njena uporaba širila na vsa področja našega življenja. Bistveni elementi za praktično uporabo kibernetike so sistemi s povratno zvezo (angleško feedback in feedforward), komunikacija, informacija, preverjanje informacije. 

## Delitev kibernetike
Kibernetika se je od njenega nastanka dalje začela deliti v dve osnovni smeri in sicer v:
- Teoretsko kibernetiko, ukvarja se s teorijo sistemov in teorijo informacij.
- Uporabno kibernetiko, katera se je razvejala v številna področja našega življenja in dobila razna imena.